# نينكسا أوتاكو

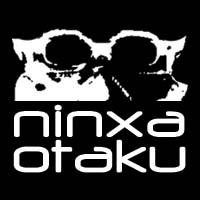
شعار نينكسا أوتاكو

نينكسا أوتاكو هي اتفاقية غامضة لترويج الرسوم المتحركة اليابانية (الأنمي) وروايات الرسم الياباني (مانغا) والألعاب ذات الصلة فضلا عن ثقافة البوب اليابانية والغربية (الموسيقى والسينما والتلفزيون). يقام لها سنويا و/أو سنتين ليوم واحد في البحرين خلال يوم الجمعة. هي منظمة غير ربحية ويديرها مجموعة من الشباب البحريني الذين بذلوا جهودا كبيرة لأكثر من 4 سنوات على تنظيم الأحداث أو التجمعات ومواصلة إعطاء أكثر من ذلك. تلقت المجموعة التشجيع من عدة جهات رسمية من بينها السفارة اليابانية ومندوبي السفارة الأمريكية والهتاف من قبل أكثر من 25،000 متفرج. اسم نينكساأوتاكو يعني النينجا المهووس. أقيم الحدث الأول في عام 2011 بحلول نهاية يونيو.